# رومینا یان
رومینا یان (انگلیسی: Romina Yan; ۵ سپتامبر ۱۹۷۴ – ۲۸ سپتامبر ۲۰۱۰) بازیگر، خواننده، فیلم‌نامه‌نویس و رقاص اهل آرژانتین بود.